# Isla Ángel de la Guarda
La isla Ángel de la Guarda es una isla de México localizada en aguas del Golfo de California al este de Bahía de los Ángeles, separada de la península de Baja California por el canal de las Ballenas. La isla es parte del estado de Baja California, específicamente pertenece al municipio de San Quintín y está localizada al noroeste de la isla Tiburón. Hoy en día se encuentra deshabitada y es un área natural protegida. El nombre de su parte norte en el Idioma seri es Xazl Iimt [ˌχaʃɬ ˈiːmt] hogar de los pumas, y el de su parte sur Tjamojíil Yacáai [txɑmo'xi:ɬ jɑ'kɑ:i] donde sigue la chopa.
La isla fue descubierta en la expedición realizada por Francisco de Ulloa por los litorales de la península de Baja California en 1539.
Ángel de la Guarda tiene un área de 931 km², con un cordillera montañosa que recorre toda su longitud de 69 km, y que alcanza una altitud máxima de 1,313 m sobre el nivel del mar. Su anchura máxima es de 21 km. La isla es extremadamente seca, sin fuentes de agua dulce, salvo las producidas por las escasas lluvias. A pesar de esto, la isla cuenta con una diversa variedad de flora y fauna nativas, entre las cuales se encuentran numerosas especies endémicas. Está deshabitada, pero hay una base ballenera en la parte norte de la isla, el puerto de Refugio.
En esta isla pueden observarse aves marinas. Los mérgulos de Craveri anidan por toda la isla; en el norte, incluyendo Puerto Refugio, anidan de forma dispersa en rocas y pendientes a la orilla del mar. El gavilán pescador se encuentra por la zona sur de la isla. Contiene, como todas las islas del golfo de California, importantes colonias de anidación de pelícanos pardos (Pelecanus occidentalis californicus), monitoreados en la punta norte de la isla.
Hay un roedor endémico, que es el ratón de la Isla Ángel de la Guarda (Peromyscus guardia) en la familia Cricetidae.